# Mimóza (keresztnév)
A Mimóza újabb keletű magyar névadás a növénynévből.

## Gyakorisága
Az 1990-es években szórványos név, a 2000-es években nem szerepel a 100 leggyakoribb női név között.

## Névnapok
- augusztus 28.[2]

## Híres Mimózák
- Mimosa Campironi olasz színésznő
- Mimosa Helena Willamo (1994) finn színésznő